# Gonzalo Vázquez Barrière
Gonzalo Vázquez Barrière fue un arquitecto uruguayo.
La parte más destacada de su carrera profesional se desarrolló en sociedad con su colega Rafael Ruano.

## Selección de obras
- Nunciatura Apostólica
- Chalet Le Griffon (1917, con Ruano y Horacio Acosta y Lara)
- Casa Strauch (1920)
- Vivienda Dr. Vázquez Barrière (1927)
- Palacio Díaz (1929)
- Edificio El Mástil (1930)
- Edificio en Plaza Matriz (1931)
- viviendas en el Barrio Jardín (1936)